# Artykuły wojenne hetmańskie
Artykuły wojenne hetmańskie – kodeks rozproszonych dotąd artykułów regulaminów wojskowych, zatwierdzony przez Sejm Rzeczypospolitej i wydany drukiem w 1609.
Artykuły te zawarły w sobie treść dwóch dotychczas głównych źródeł, tj. Króla Zygmunta Augusta porządek praw rycerskich wojennych a także artykuły hetmańskie Floriana Zebrzydowskiego.
Kodeks obowiązywał do czasów nowych regulaminów wydanych przez króla Stanisława Poniatowskiego.